# Quận Scott, Indiana
Quận Scott là một quận thuộc tiểu bang Indiana, Hoa Kỳ.
Quận này được đặt tên theo Charles Scott. Theo điều tra dân số của Cục điều tra dân số Hoa Kỳ năm 2010, quận có dân số 24181 người. Quận lỵ đóng ở Scottsburg.

## Địa lý
Theo Cục điều tra dân số Hoa Kỳ, quận có diện tích 499,2 km2, trong đó có 6,1 km2 là diện tích mặt nước.